# ...Allow Us to Be Frank
...Allow Us to Be Frank е петият студиен и първи кавър албум на ирландката група „Уестлайф“, издаден през ноември 2004. Албумът достига номер 3 във Великобритания и второ място в Ирландия. Продаден е в общо 653,405 хиляди копия и получава два пъти платинена сертификация. Това е първият албум на групата след напускането на Брайън МакФадън и първи като четиричленен състав. Издадени са общо 3 сингъла: Smile, Fly Me to the Moon и Ain't That a Kick in the Head.

## Списък с песните

### Оригинален траклист
1. Ain't That a Kick in the Head – 2:27
2. Fly Me to the Moon – 2:31
3. Smile – 2:50
4. Let There Be Love – 2:45
5. The Way You Look Tonight (с Джоан Хиндли) – 4:07
6. Come Fly with Me – 3:15
7. Mack the Knife – 3:10
8. I Left My Heart in San Francisco – 2:59
9. Summer Wind – 2:58
10. Clementine – 3:19
11. When I Fall in Love – 3:09
12. Moon River – 2:40
13. That's Life – 3:13

### Японско издание
1. The Way You Look Tonight (версия само на Уестлайф) – 3:45
2. Ain't That a Kick in the Head (видеоклип)	– 2:30